# Verdun (Novo Mesto, Slovenija)
Verdun je naselje u slovenskoj Općini Novom Mestu. Verdun se nalazi u pokrajini Dolenjskoj i statističkoj regiji Jugoistočnoj Sloveniji. 

## Stanovništvo
Prema popisu stanovništva iz 2002. godine naselje je imalo 78 stanovnika.